# Escholzmatt
Escholzmatt foi uma comuna da Suíça, no Cantão Lucerna, com cerca de 3.240 habitantes. Estendia-se por uma área de 61,29 km², de densidade populacional de 53 hab/km². Confinava com as seguintes comunas: Flühli, Marbach, Romoos, Schüpfheim, Trub (BE).
A língua oficial nesta comuna era o Alemão.

## História
Em 2 de janeiro de 2013, passou a formar parte da nova comuna de Escholzmatt-Marbach.